# ورزشگاه بلاگوج ایستاتوف
ورزشگاه بلاگوج ایستاتوف ، یک ورزشگاه فوتبال در اشترومیکا، مقدونیه شمالی است. با آخرین بازسازی در سال ۲۰۱۷ این ورزشگاه دارای ظرفیت ۹۲۰۰ صندلی است و طبق استانداردهای یوفا یک زمین درجه سه است. این ورزشگاه شرایط یک رقابت با رتبه بالا را برآورده می‌کند و پس از ورزشگاه فیلیپ دوم در اسکوپیه، دومین ورزشگاه از این دست در این کشور است.

## بازیهای بین‌المللی
| تاریخ          | رقابت                  | حریف        | نتیجه | تماشاگر |
| -------------- | ---------------------- | ----------- | ----- | ------- |
| ۱۰ فوریه ۲۰۰۹  | دوستانه                | کانادا      | ۳–۰   | ۳۵۰۰    |
| ۵ سپتامبر ۲۰۱۷ | مقدماتی جام جهانی ۲۰۱۸ | آلبانی      | ۱–۱   | ۶۰۰۰    |
| ۹ اکتبر ۲۰۱۷   | مقدماتی جام جهانی ۲۰۱۸ | لیختن‌اشتاین | ۴–۰   | ۴۵۱۸    |